# Leonidas Hurtado
Leónidas Hurtado (Buenaventura, Valle del Cauca 15 de septiembre de 1944 - Buenaventura, Valle del Cauca 6 de abril de 2008) fue un futbolista colombiano que jugaba como delantero desarrollo toda su carrera deportiva en el Atlético Bucaramanga y Atlético Nacional.

## Clubes
| Club                 | País     | Año                     |
| -------------------- | -------- | ----------------------- |
| Atlético Bucaramanga | Colombia | 1964 - 1971 1974 - 1975 |
| Nacional             | Colombia | 1956-1957 1962-1963     |

## Palmarés

### Campeonatos nacionales
| Título           | Club     | País     | Año  |
| ---------------- | -------- | -------- | ---- |
| Primera División | Nacional | Colombia | 1973 |